# Horsfieldia ralunensis
Horsfieldia ralunensis är en tvåhjärtbladig växtart som beskrevs av Otto Warburg. Horsfieldia ralunensis ingår i släktet Horsfieldia och familjen Myristicaceae. Inga underarter finns listade i Catalogue of Life.